# Cryptophagus jakowlewi
Cryptophagus jakowlewi är en skalbaggsart som beskrevs av Edmund Reitter 1888. Cryptophagus jakowlewi ingår i släktet Cryptophagus, och familjen fuktbaggar. Arten är reproducerande i Sverige.